# 卡尼帕克 (密西西比州)
卡尼帕克（英語：Kearney Park）是位於美國密西西比州麥迪遜縣的普查規定居民點。

## 人口
根據2020年美國人口普查的數據，卡尼帕克的面積為7.11平方千米，當中陸地面積為6.96平方千米，而水域面積為0.15平方千米。當地共有人口1048人，而人口密度為每平方千米147.4人。